# إليزابيث كرايغ
إليزابيث كرايغ هي مجدفة كندية، ولدت في 26 سبتمبر 1957 في بروكفيل في كندا.

## وصلات خارجية
- إليزابيث كرايغ على موقع الاتحاد الدولي للتجديف (الإنجليزية)
- إليزابيث كرايغ على موقع أوليمبيديا (الإنجليزية)